# Ghyvelde
Ghyvelde [ɡivɛld] est une commune française située dans le département du Nord, en région Hauts-de-France.
Elle est créée avec le statut de commune nouvelle le 1er janvier 2016 après la fusion de deux communes : l'ancienne commune Ghyvelde et la commune Les Moëres.

## Géographie

### Localisation

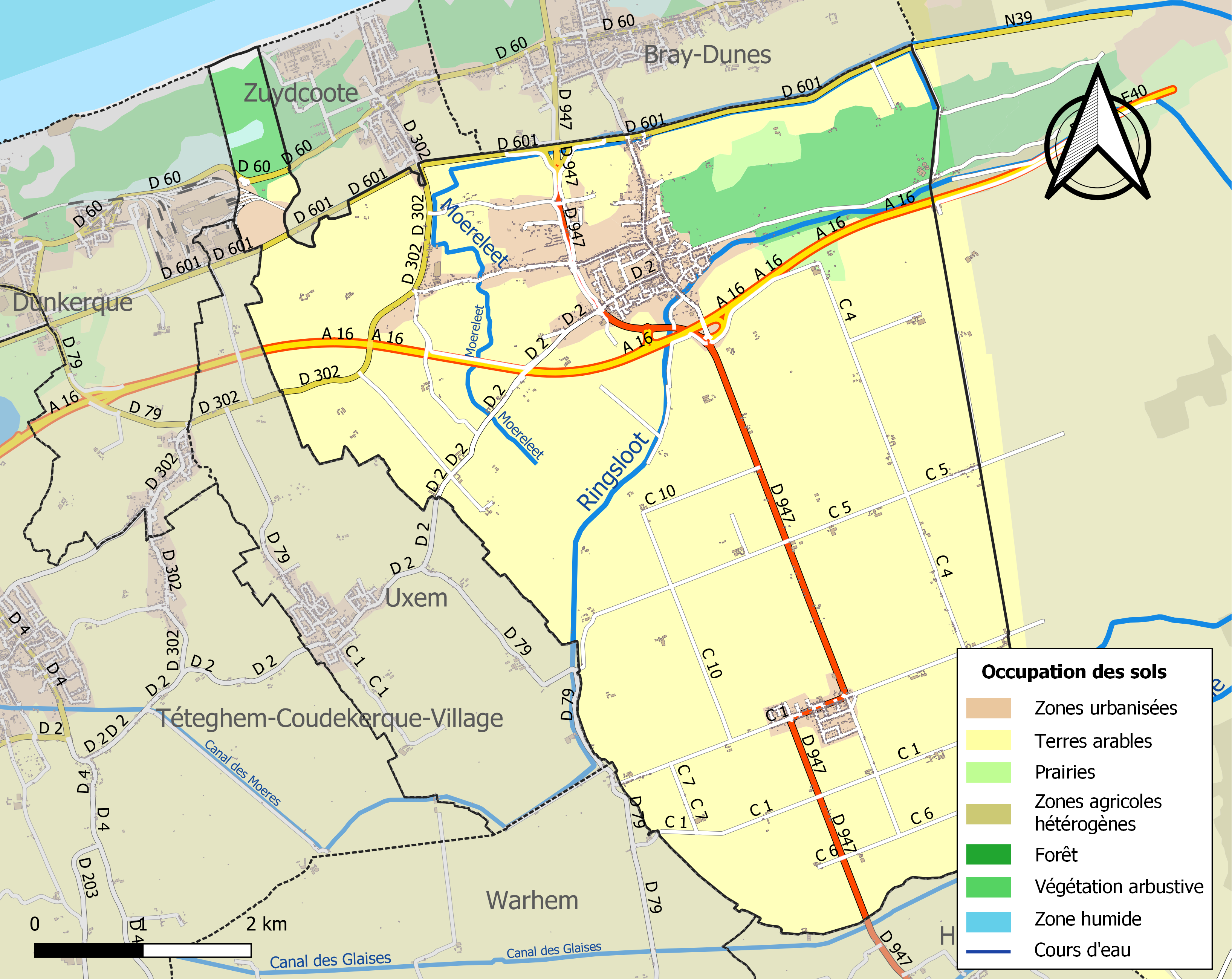
Carte de l'occupation des sols de la commune en 2018 (CLC).

Construit au nord des Moëres (du néerlandais de Moeren, les marais), au bord du canal reliant Furnes en Belgique (12 km) à Dunkerque (14 km). La frontière avec la Belgique est la limite est de la ville.
Ghyvelde est limitrophe des communes suivantes :

### Hydrographie

#### Réseau hydrographique
La commune est située dans le bassin Artois-Picardie. Elle est drainée par la Ringsloot, le canal Nieuport-Dunkerque, la Moereleet, le canal des Chats, le canal de la Grande Machine, le canal des neuf cavels, le canal du moulin le gange, le canal du moulin le pô, le canal Lacour, le canal le Danube, le canal Majeur, le fossé de séparation, le Gaers Leet, le Jocks Leet, le Moëre Gracht, l'Ouden Haven et divers autres petits cours d'eau,.
Le Ringsloot, d'une longueur de 20 km, prend sa source dans la commune de Hondschoote et se jette  dans le canal des Moeres à Warhem, après avoir traversé quatre communes.
Le canal Nieuport-Dunkerque est un canal, chenal et un cours d'eau naturel qui relie Furnes, en Belgique, à Dunkerque.

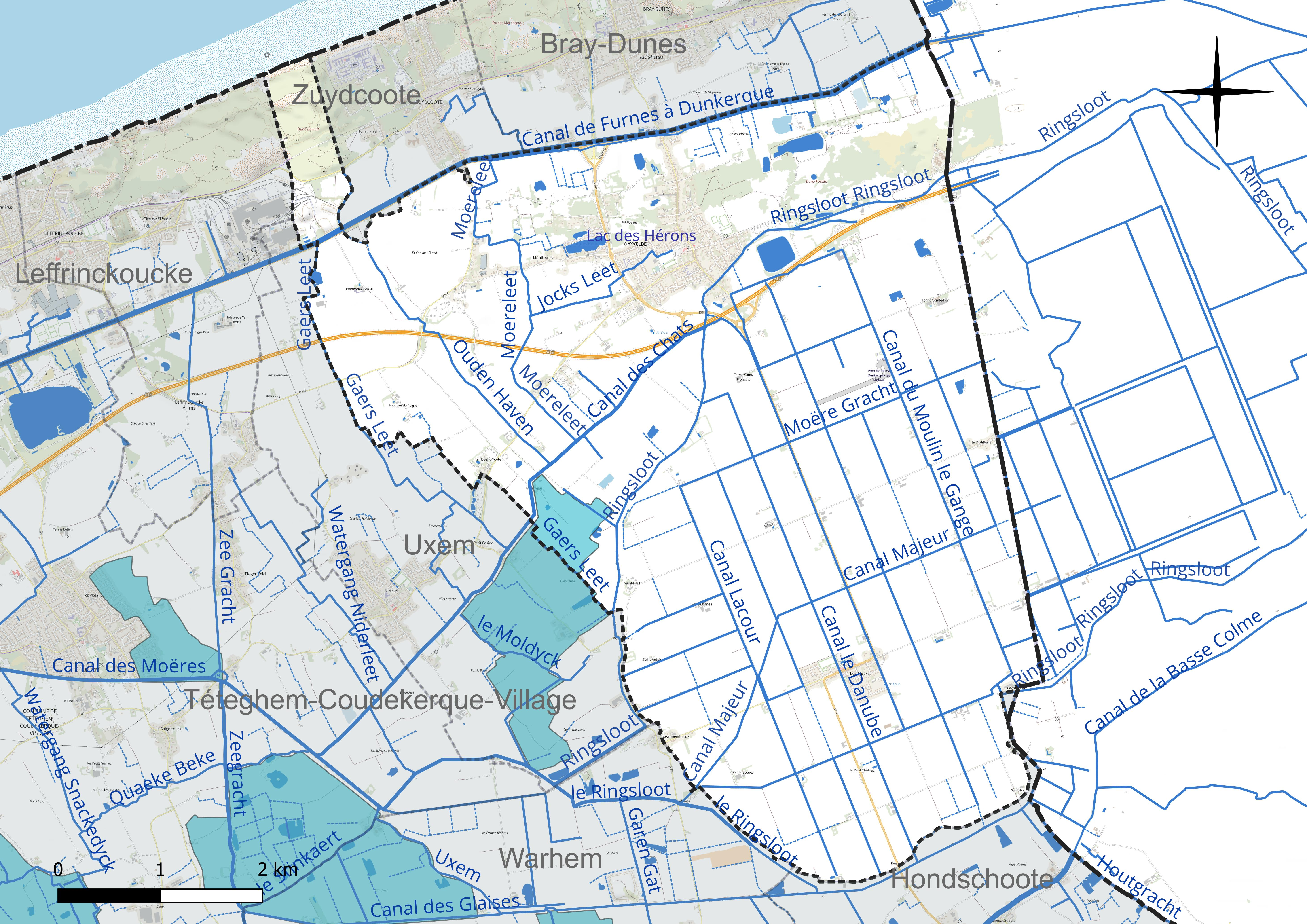
Réseau hydrographique de Ghyvelde.

Un plan d'eau complète le réseau hydrographique : le lac des Hérons (3,7 ha),.

#### Gestion et qualité des eaux
Le territoire communal est couvert par le schéma d'aménagement et de gestion des eaux (SAGE) « Delta de l'Aa ». Ce document de planification concerne un territoire de 1 208 km2 de superficie, délimité par le bassin versant de l'Aa. Le périmètre a été arrêté le 18 août 2000 et le SAGE proprement dit a été approuvé le 15 mars 2010. La structure porteuse de l'élaboration et de la mise en œuvre est l'Institution intercommunale des Wateringues.
La qualité des cours d'eau peut être consultée sur un site spécial géré par les agences de l'eau et l'Agence française pour la biodiversité.

### Climat
Pour des articles plus généraux, voir Climat des Hauts-de-France et Climat du Nord.
En 2010, le climat de la commune est de type climat océanique altéré, selon une étude du CNRS s'appuyant sur une série de données couvrant la période 1971-2000. En 2020, Météo-France publie une typologie des climats de la France métropolitaine dans laquelle la commune est exposée à un climat océanique et est dans la région climatique Côtes de la Manche orientale, caractérisée par un faible ensoleillement (1 550 h/an) ; forte humidité de l'air (plus de 20 h/jour avec humidité relative > 80 % en hiver), vents forts fréquents.
Pour la période 1971-2000, la température annuelle moyenne est de 10,8 °C, avec une amplitude thermique annuelle de 13,6 °C. Le cumul annuel moyen de précipitations est de 702 mm, avec 12,1 jours de précipitations en janvier et 8 jours en juillet. Pour la période 1991-2020, la température moyenne annuelle observée sur la station météorologique la plus proche, située sur la commune de Dunkerque à 11 km à vol d'oiseau, est de 11,7 °C et le cumul annuel moyen de précipitations est de 690,8 mm,. Pour l'avenir, les paramètres climatiques de la commune estimés pour 2050 selon différents scénarios d'émission de gaz à effet de serre sont consultables sur un site spécial publié par Météo-France en novembre 2022.

### Voies de communication et transports
Ghyvelde est desservie par la ligne 21 du réseau DK'Bus ainsi que par la ligne 901 du réseau interurbain du Nord.
La commune est également traversée par l'autoroute A16.

### Paysages
Pour un article plus général, voir Paysage en France.
La commune s'inscrit dans les « paysages des dunes de la mer du Nord » tels qu’ils sont définis dans l’atlas de paysages de la région Nord-Pas-de-Calais, conçu par la direction régionale de l'Environnement, de l'Aménagement et du Logement (DREAL),.
Ces paysages concernent 23 communes du Nord et du Pas-de-Calais avec trois pôles d’attraction que sont Calais à l'ouest et Dunkerque à l’est et, dans une moindre mesure, Gravelines au centre où se trouve le delta du fleuve côtier l’Aa. On y distingue trois parallèles : la frange côtière avec son cordon dunaire ; l'ancienne route nationale 1 et l'Autoroute A16.
Ces paysages sont composés d’un cordon dunaire de 60 km typique des paysages nordiques et que l’on retrouve aux Pays-Bas et en Belgique. Ce cordon littoral datant du VIIIe siècle s’est constitué durant la dernière transgression marine et joue un rôle de digue en protégeant la plaine maritime de l’invasion de la mer. Sa taille n’excède pas, en largeur, quelques centaines de mètres et, en hauteur, une dizaine de mètres.
Une particularité de ces paysages est la présence de moëre (marais en flamand), point le plus bas du territoire français, avec une altitude de - 4 m. leur assèchement est entrepris dès 1619 par 23 moulins à vent qui vont pomper l’eau et l’acheminer vers la mer par des watringues. Ces polders, terres gagnées sur la mer,  ainsi constitués sont les plus anciens de l’Europe du Nord.
Les cultures ne représentent que 35 % de ces paysages des dunes de la mer du Nord.
Concernant l'activité humaine, à l’ouest de ces paysages se trouve : la région de Calais, avec le tunnel sous la Manche et l'activité portuaire de Calais tournée vers l’Angleterre ; à l’est, la zone urbaine de Dunkerque et ses installations portuaires et, au centre, la zone de Gravelines avec son port de plaisance et sa centrale nucléaire.
Sur le plan de la biodiversité, on y observe de nombreux déplacements d’oiseaux marins, côtiers ou terrestres ainsi que des phoques veau-marin installés sur les bancs de sable.

## Urbanisme

### Typologie
Au 1er janvier 2024, Ghyvelde est catégorisée petite ville, selon la nouvelle grille communale de densité à sept niveaux définie par l'Insee en 2022.
Elle appartient à l'unité urbaine de Bray-Dunes, une agglomération intra-départementale regroupant trois  communes, dont elle est ville-centre,,. Par ailleurs la commune fait partie de l'aire d'attraction de Dunkerque, dont elle est une commune de la couronne,. Cette aire, qui regroupe 66 communes, est catégorisée dans les aires de 200 000 à moins de 700 000 habitants,.
La commune, bordée par la mer du Nord, est également une commune littorale au sens de la loi du 3 janvier 1986, dite loi littoral. Des dispositions spécifiques d'urbanisme s'y appliquent dès lors afin de préserver les espaces naturels, les sites, les paysages et l'équilibre écologique du littoral, tel le principe d'inconstructibilité, en dehors des espaces urbanisés, sur la bande littorale des 100 mètres, ou plus si le plan local d'urbanisme le prévoit.

## Toponymie
En néerlandais, la commune est nommée Gijvelde, ce qui signifie le champ de ghys. Voir le prénom Gijs chez les néerlandais.

## Histoire
L'histoire de la commune est celle des communes fusionnées dont elle est issue.
Depuis le 1er janvier 2016, Ghyvelde forme une commune nouvelle avec l'ancienne commune Ghyvelde et la commune Les Moëres, ces deux dernières prenant le statut de commune déléguée.

## Politique et administration

### Composition
Jusqu'aux prochaines élections municipales de 2020, le conseil municipal de la nouvelle commune était constitué de l'ensemble des conseillers municipaux des anciennes communes.
| Nom              | Code Insee | Intercommunalité         | Superficie (km2) | Population (dernière pop. légale) | Densité (hab./km2) |
| ---------------- | ---------- | ------------------------ | ---------------- | --------------------------------- | ------------------ |
| Ghyvelde (siège) | 59260      | Dunkerque Grand Littoral | 16,46            | 3 206 (2013)                      | 195                |
| Les Moëres       | 59404      | Dunkerque Grand Littoral | 19,46            | 945 (2013)                        | 49                 |

### Liste des maires
| Période        | Période                      | Identité        | Étiquette | Qualité                                                                      |
| -------------- | ---------------------------- | --------------- | --------- | ---------------------------------------------------------------------------- |
| 4 janvier 2016 | 25 mai 2020                  | Jean Decool     | DVG       | Enseignant spécialisé retraité                                               |
| 25 mai 2020    | 29 juin 2024                 | Patrick Théodon | SE        | Retraité de l'assurance qualité, ancien adjoint au maire                     |
| 29 juin 2024   | En cours (au 3 juillet 2024) | Anthony Raes    | SE        | Fonctionnaire territorial Élu à la suite d'une élection municipale partielle |

## Population et société

### Démographie
L'évolution du nombre d'habitants est connue à travers les recensements de la population effectués dans la commune depuis sa création.

En 2022, la commune comptait 4 126 habitants, en évolution de −1,57 % par rapport à 2016 (Nord : +0,51 %, France hors Mayotte : +2,11 %).
| 2014  | 2015  | 2016  | 2017  | 2022  |
| ----- | ----- | ----- | ----- | ----- |
| 4 191 | 4 191 | 4 192 | 4 193 | 4 126 |

## Économie
Il convient de se reporter aux articles consacrés aux anciennes communes fusionnées.

## Culture locale et patrimoine
Les lieux et monuments, les personnalités liées à la commune sont ceux des communes fusionnées dont elle est issue.

### Héraldique
| Blason de Ghyvelde | Blason  | D'hermines à une bande de gueules chargée de trois coquilles d'or. |
| Blason de Ghyvelde | Détails |                                                                    |

## Personnalités
- Frédéric Janssoone (1838-1916), prêtre franciscain né à Ghyvelde, béatifié par le pape Jean-Paul II le 25 septembre 1988. Un tryptique évoquant les trois grandes étapes de sa vie (Terre Sainte, Ghyvelde, Canada), peint en 1989 par Pierre Van Grevelinge, est conservé en l'église Saint-Vincent de Ghyvelde[39],[40].